# Колумбиана (округ)
Округ Колумбиана (англ. Columbiana County) располагается в штате Огайо, США. Официально образован 1 мая 1803 года. По состоянию на 2010 год, численность населения составляла 107 841 человек.

## География
По данным Бюро переписи США, общая площадь округа равняется 1 384,848 км2, из которых 1 377,596 км2 суша и 7,252 км2 или 0,520 % это водоёмы.

## Население
По данным переписи населения 2010 года в округе проживает 107 841 житель в составе 42 973 домашних хозяйств и 30 682 семей. Плотность населения составляет 81,00 человек на км2. На территории округа насчитывается 46 083 жилых строений, при плотности застройки около 33,00-х строений на км2. Расовый состав населения: белые — 96,43 %, афроамериканцы — 2,20 %, коренные американцы (индейцы) — 0,18 %, азиаты — 0,23 %, гавайцы — 0,02 %, представители других рас — 0,15 %, представители двух или более рас — 0,79 %. Испаноязычные составляли 1,17 % населения независимо от расы.
В составе 31,70 % из общего числа домашних хозяйств проживают дети в возрасте до 18 лет, 57,10 % домашних хозяйств представляют собой супружеские пары проживающие вместе, 10,30 % домашних хозяйств представляют собой одиноких женщин без супруга, 28,60 % домашних хозяйств не имеют отношения к семьям, 24,80 % домашних хозяйств состоят из одного человека, 11,90 % домашних хозяйств состоят из престарелых (65 лет и старше), проживающих в одиночестве. Средний размер домашнего хозяйства составляет 2,52 человека, и средний размер семьи 3,00 человека.
Возрастной состав округа: 24,30 % моложе 18 лет, 7,80 % от 18 до 24, 28,60 % от 25 до 44, 24,20 % от 45 до 64 и 24,20 % от 65 и старше. Средний возраст жителя округа 38 лет. На каждые 100 женщин приходится 98,80 мужчин. На каждые 100 женщин старше 18 лет приходится 96,60 мужчин.
Средний доход на домохозяйство в округе составлял 34 226 $, на семью — 40 486 $. Среднестатистический заработок мужчины был 32 134 $ против 20 331 $ для женщины. Доход на душу населения составлял 16 655 $. Около 9,00 % семей и 11,50 % общего населения находились ниже черты бедности, в том числе — 16,20 % молодежи (тех, кому ещё не исполнилось 18 лет) и 8,40 % тех, кому было уже больше 65 лет.